# Kărnalovo
Kărnalovo (în bulgară: Кърналово) este un sat  în Obștina Petrici, Regiunea Blagoevgrad, Bulgaria.

## Demografie
Componența etnică a satului Kărnalovo
     Bulgari (97,56%)
     Nicio identificare (1,85%)
     Altele (0,57%)
La recensământul din 2011, populația satului Kărnalovo era de 1.728 locuitori. Din punct de vedere etnic, majoritatea locuitorilor (97,56%) erau bulgari. Pentru 1,85% din locuitori nu este cunoscută apartenența etnică.